# 헨리쿠스 웁살렌시스

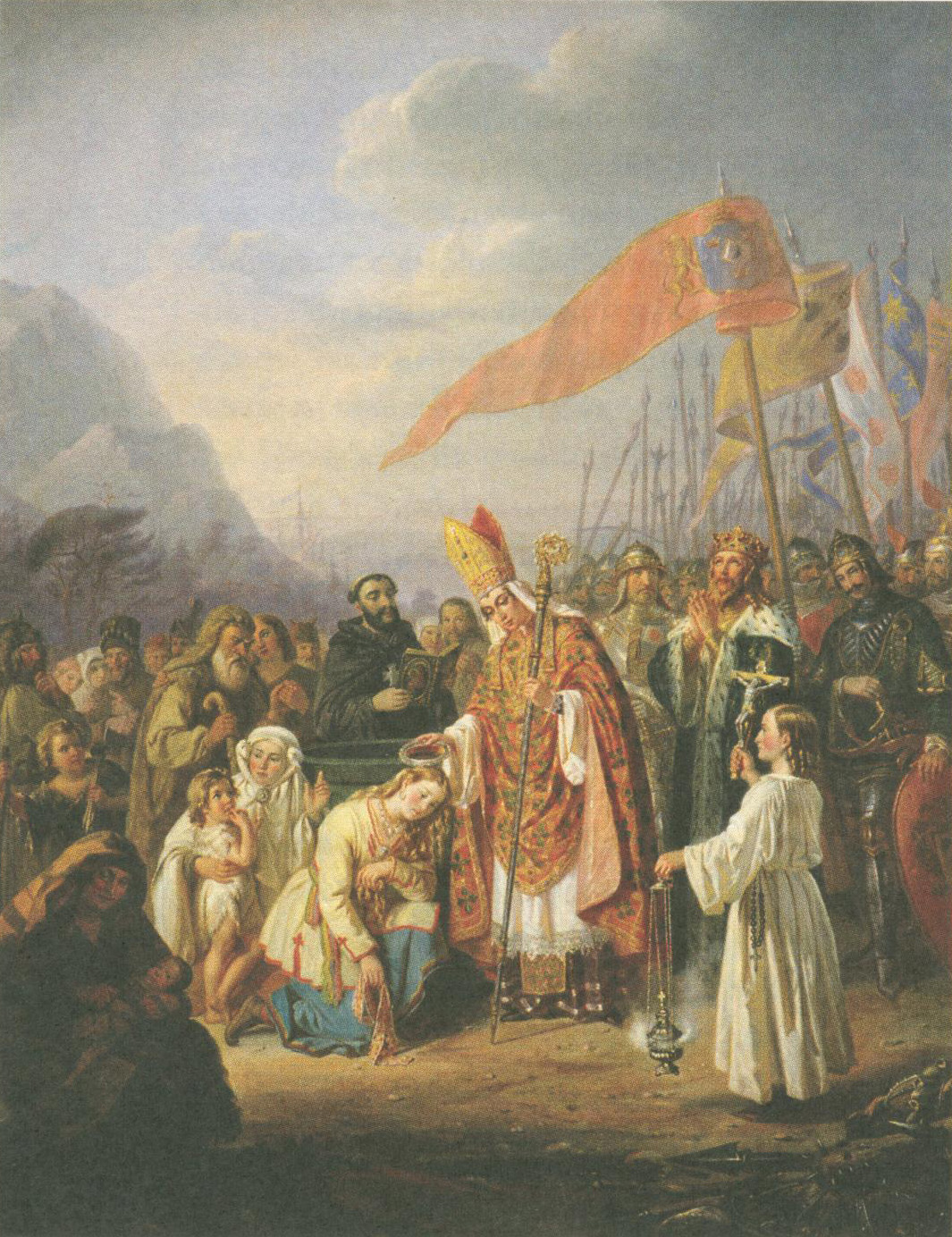
핀인들에게 세례를 주는 헨리쿠스 주교.

웁살라 주교 헨리쿠스(라틴어: Henricus scilicet Upsalensis 헨리쿠스 스킬리케트 웁살렌시스[*]: ? -1156년 1월 20일)는 중세 성기의 천주교 성직자다. 잉글랜드 출신으로, 1153년 니콜라스 브레이크스피어 추기경과 함께 스웨덴으로 왔다. 신설된 웁살라 대교구의 초대 대주교로 임명되었으나 스웨덴은 내전에 휩싸여 있었기에 제대로 된 사목을 하지 못했다. 그래서 대신 핀란드에 선교를 하러 스웨덴 왕 에리크 9세와 함께 건너갔다. 핀란드에 상륙한 헨리쿠스는 랄리라는 이교도 주민의 밥을 떼먹었다가 도끼에 맞아 순교하였다. 그는 천주교회 및 그 파생 종파들인 루터교회, 영국 국교회에서 시성되었다.
라고 알려져 있지만, 사실 그의 삶과 사목, 죽음에 관한 자료는 매우 희박하며, 심지어 실존인물임을 확증할 만한 사료도 존재하지 않는다.